# 곤충분류체계

## 곤충 분류 체계
곤충은 절지동물문 육각아문에 속하는 동물이다. 분류학적으로는 곤충강에 포함되나 육각아문에는 그 외에도 내구상강(Entognatha)에 속하는 톡토기강, 낫발이강, 좀붙이강이 포함된다.
최근의 곤충 계통분류체계는 그림과 같다.

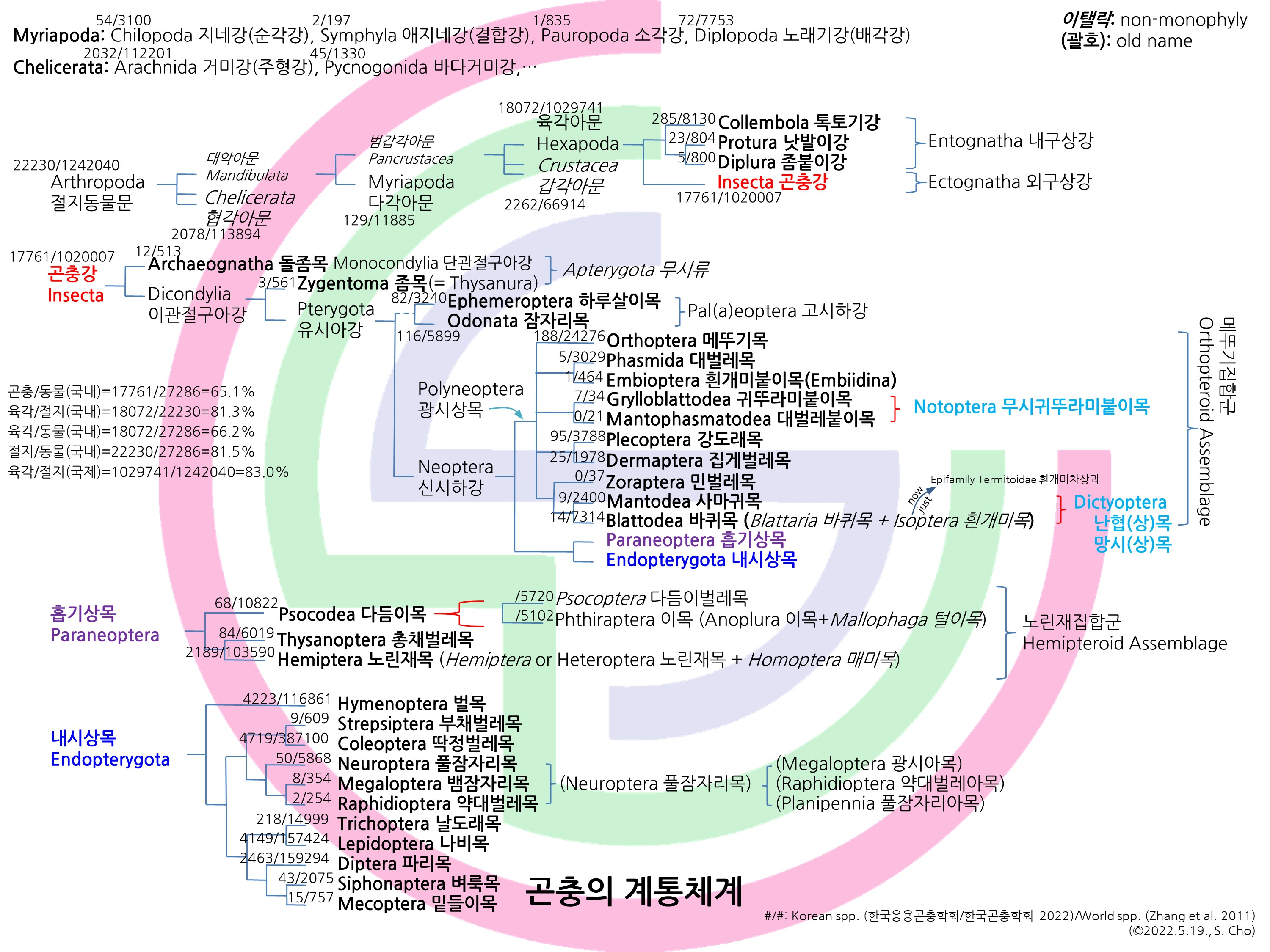
곤충의 계통분류체계

육각아문(Hexapoda)의 하위 계통체계는 다음과 같다.
- 내구상강(Entognatha)
  - 톡토기강(Collembola)
  - 낫발이강(Protura)
  - 좀붙이강(Diplura)
- 곤충강(Insecta/Ectognatha)
  - 무시류(Apterygota) (=돌좀목+좀목)
  - 단관절구아강(Monocondylia)
    - 돌좀목(Archaeognatha)

  - 이관절구아강(Dicondylia)
    - 좀목(Zygentoma)
    - 유시아강(Pterygota)
      - 외시류(Exopterygota) (=고시하강+광시상목+흡기상목=불완전변태군)
      - 고시하강(Paleoptera)
        - 하루살이목(Ephemeroptera)
        - 잠자리목(Odonata)

      - 신시하강(Neoptera)
        - 광시상목(Polyneoptera)
          - 강도래목(Plecoptera)
          - 흰개미붙이목(Embioptera)
          - 민벌레목(Zoraptera)
          - 집게벌레목(Dermaptera)
          - 메뚜기목(Orthoptera)
          - 대벌레목(Phasmatodea)
          - 무시귀뚜라미붙이목(Notoptera)
            - 귀뚜라미붙이(아)목(Grylloblattodea)
            - 대벌레붙이(아)목(Mantophasmatodea)

          - 바퀴목(Blattodea)
            - 흰개미차상과(Termitoidae, 옛 Isoptera)

          - 사마귀목(Mantodea)

        - 흡기상목(Paraneoptera)
          - 다듬이목(Psocodea)
            - 다듬이벌레류(Psocoptera)
            - 이류, 털이류(Phthiraptera)

          - 총채벌레목(Thysanoptera)
          - 노린재목(Hemiptera)

      - 내시류(Endopterygota) (=내시상목=완전변태군)
        - 내시상목(Endopterygota)
          - 벌목(Hymenoptera)
          - 부채벌레목(Strepsiptera)
          - 딱정벌레목(Coleoptera)
          - 풀잠자리목(Neuroptera)
          - 뱀잠자리목(Megaloptera)
          - 약대벌레목(Raphidioptera)
          - 날도래목(Trichoptera)
          - 나비목(Lepidoptera)
          - 파리목(Diptera)
          - 벼룩목(Siphonaptera)
          - 밑들이목(Mecoptera)
          - † Protodiptera

- Subphylum Hexapoda [육각아문]
  - [내구류] (Entognatha 내구상강)1
    - Class Collembola [톡토기강]
      -         -           -             - Order Entomobryomorpha [털보톡토기목]
            - Order Neelipleona [작은뿔꼬마둥근톡토기목]
            - Order Poduromorpha [톡토기목]
            - Order Symphypleona [둥근톡토기목]

    - Class Protura [낫발이강]
      -         -           -             - Order Acerentomata [낫발이목]
            - Order Eosentomata [옛낫발이목]
            - Order Sinentomata [검은낫발이목]

    - Class Diplura [좀붙이강]2
      -         -           -             - Order Dicellurata [집게좀붙이목]
            - Order Rhabdura [좀붙이목]

  - Superclass Ectognatha [외구상강]
    - Class Insecta [곤충강]
      - Subclass Monocondylia [단관절구아강]
        -           -             - Order Archaeognatha [돌좀목]

      - Subclass Dicondylia [이관절구아강]
        -           -             - Order Zygentoma [좀목]

      - Subclass Pterygota [유시아강]
        - Infraclass Palaeoptera [고시하강]
          -             - Order Odonata [잠자리목]
            - Order Ephemeroptera [하루살이목]

        - Infraclass Neoptera [신시하강]
          - Superorder Polyneoptera [광시상목]3
            - Order Blattodea [바퀴목]4
            - Order Mantodea [사마귀목]4
            - Order Dermaptera [집게벌레목]
            - Order Embioptera [흰개미붙이목]
            - Order Grylloblattodea [귀뚜라미붙이목]5
            - Order Mantophasmatodea [대벌레붙이목]5
            - Order Orthoptera [메뚜기목]
            - Order Phasmida [대벌레목]6
            - Order Plecoptera [강도래목]
            - Order Zoraptera [민벌레목]

          - Superorder Paraneoptera [흡기상목]7
            - Order Hemiptera [노린재목]8
            - Order Psocodea [다듬이목]
            - Order Thysanoptera [총채벌레목]

          - Superorder Endopterygota [내시상목]9
            - Order Neuroptera [풀잠자리목]10
            - Order Raphidioptera [약대벌레목]
            - Order Megaloptera [뱀잠자리목]
            - Order Coleoptera [딱정벌레목]
            - Order Strepsiptera [부채벌레목]
            - Order Diptera [파리목]
            - Order Mecoptera [밑들이목]
            - Order Siphonaptera [벼룩목]
            - Order Trichoptera [날도래목]
            - Order Lepidoptera [나비목]
            - Order Hymenoptera [벌목]

주석:
1. 현재로선 비-단계통군일 가능성이 높아 이탤릭체로 표기함.
2. 한국곤충명집(2022)에는 좀붙이과와 집게좀붙이과, 두 과를 좀붙이목에 두면서 아직 새로 제안된 체계를 반영하지 않았으나, 여기서는 정보 제공의 의미로 좀붙이강 체제에서 새로 적용되는 목명을 부여함. 다만, 아직 국제적 활용도는 높지 않으며, 실제로 이러한 체계가 널리 받아들여질 것인지는 불확실함.
3. 광시상목(Polyneoptera)의 명칭은 뒷날개의 폭이 넓다는 공통점에 기인한 것임.
4. http://polyneoptera.speciesfile.org/HomePage/Polyneoptera/HomePage.aspx 에 망시상목(바퀴목과 사마귀목) 관련 하위체계가 잘 나옴.
5. 무시귀뚜라미붙이목(Notoptera; crawlers)은 귀뚜라미붙이목(Grylloblattodea; ice crawlers)과 대벌레붙이목(Mantophasmatodea; rock crawlers)을 합쳐서 구성된 목으로, 오래 전 명칭을 2000년대 중반 들어 두 목을 합친 명칭으로 부활시킨 바 있으나(Arillo and Engel, 2006) 아직 확정적이라기엔 시간이 좀 더 필요할 듯함.
6. 대벌레목은 Phasmida 외에도 Phasmatodea가 많이 사용되고 있으나, 상과 위로는 명명규정이 없음에도 Phasmatodea Jacobson & Bianchi, 1902가 라틴어법상 바르게 지어진 이름이라고 내세워진 경우인 반면, Phasmida Leach, 1815는 가장 먼저 사용되기 시작한 이름이고 일반명인 phasmids에 가장 가까운 이름이기에(Brock and Marshall, 2011) 여기서는 Phasmida로 적음. 다만 최초명을 선택하는 것 역시 목명에 있어서는 명명규약과 관계없는 것이므로 시간이 흘러 두 명칭에 대한 주장이 한쪽으로 치우칠 때까지는 둘 다 사용될 가능성이 높아 보임.
7. 흡기상목(Paraneoptera)의 명칭은 포함되는 목들이 흡입형 구기를 공통기반으로 한다는 점을 반영한 것임(Huang et al., 2016).
8. 노린재목(Hemiptera)은 과거의 매미목(Homoptera)을 포함하여 구성된 목으로, 현재는 더 이상 매미목이란 표현을 사용하지 않으며, 매미목은 노린재목 내에서도 단계통성을 보이지 않아 매미아목으로도 취급되지 않음.
9. 내시상목(Endopterygota)은 완전변태군(Homometabola)에 해당하는 단계통군인데, 그 안에는 분류계급의 명칭이 새로이 조정, 확정되기를 기다리는 여러 분류군이 있음. 예를 들어(이하 한글명은 학명의 원뜻을 담은 임시 명칭임), 벌목을 제외한 나머지를 포함하는 무옆혀군(Aparaglossata), 치장날개상목(Amphismenoptera; 나비목+날도래목; Cho, 2015)과 정자펌프군[Antliophora; 파리목+밑들이목+벼룩목; 명칭은 sperm pump를 근거로 하나 실제로는 날개연결부위 등에서의 특징들을 공유하는 반면 sperm pump는 세 목 간에 상동성이 없는 것으로 Hü̈nefeld & Beutel (2005)에 의해 보고됨]을 포함하는 긴날개군(Mecopterida), 과거의 풀잠자리목과 동일한 그물날개군(풀잠자리목+약대벌레목_뱀잠자리목), 평균곤과 가평균곤을 각각 갖는 딱정벌레목과 부채벌레목을 합친 딱지날개군(Coleopterida), 그물날개군과 딱지날개군을 합친 그물날개상목(Neuropteroidea) 등이 있음.
10. 풀잠자리목(Neuroptera)은 과거 세 개의 아목(풀잠자리아목 Planipennia, 약대벌레아목 Raphidioptera, 광시아목 Megaloptera)으로 나뉘는 한 개의 큰 목으로 취급된 바 있으나, 지금은 각각을 목으로 보아 풀잠자리목(Neuroptera), 약대벌레목(Raphidioptera), 뱀잠자리목(Megaloptera)로 명명함.

## 참고 문헌
- 최재을 외, 《식물의학》, 2018, KNOU Press, ISBN 978-89-20-02820-5
- 한국응용곤충학회, 한국곤충학회, 《한국곤충명집》, 2022, 한국응용곤충학회, 한국곤충학회, ISBN 979-11-85024-32-5